# شيكاغو ريدج (إلينوي)
شيكاغو ريدج (بالإنجليزية: Chicago Ridge)‏ هي قرية تقع في الولايات المتحدة في مقاطعة كوك، إلينوي. يقدر عدد سكانها بـ 14,305 نسمة .

## الموقع الجغرافي
الموقع الجغرافي للمناطق المحيطة بهذه النقطة هو كالتالي:

## أعلام
- مايك جونز
- بيغي فنتون